# Рудамон
Рудамон — последний фараон XXIII династии Древнего Египта. Его официальная титулатура читается как «Усермаатра Сетепенамон, Рудамон Мериамон» и исключает эпитеты «Си-Исэ» или «Нечер-хекауасет», использовавшиеся его отцом и братом. Сохранившаяся информация о его правлении позволяет предположить, что оно было довольно кратким.

## Биография
Приходился младшим сыном Осоркону III и братом Такелоту III. Согласно основополагающей книге египтолога Кеннета Китчена о Третьем переходном периоде Египта, он является одним из хуже всего документированных фараоном этой династии. Из-за скудности археологических свидетельств о Рудамоне Китчен приписывает ему непродолжительное правление в несколько лет (приблизительно 2).
К немногочисленным памятникам царствования Рудамона относятся незначительные декоративные работы, выполненные в храме Осириса-Хекаджета, несколько каменных блоков из Мединет-Абу и стеклянная ваза с картушами царя. В 2002 году были обнаружены два фрагмента фаянсовой статуэтки с именем Рудамона из Гермополя. Это недавнее открытие позволяет предположить, что этот фараон во время своего краткого правления сумел сохранить единство крупного царства своего отца в Верхнем Египте (по крайней мере, от Гераклеополя Магны до Фив).
Некоторые египтологи, такие как Дэвид Астон, утверждают, что Рудамон и является тем анонимным египетским царем из XXIII династии, 19-й год правления которого засвидетельствован в надписях из долины Вади-Газус. Тем не менее, новое свидетельство об этих граффити, опубликованное Клаусом Юрманом в 2006 году, отнесло их к периоду XXV династии — позднейшего нубийского, а не ливийского господства над Египтом: на основе палеографических и других доказательства из Карнака, имена в надписях принадлежат верховным жрицам Аменирдис I и Шепенупет II, а не предшествовавшей последней ливийке Шепенупет I. Поскольку в Карнакском храме не было обнаружено никаких монументальных доказательств о связях Шепенупет I с дочерью царя Пианхи Аменирдис I.
В качестве ещё одной альтернативы для идентификации фараона, чей 19-й год упоминается в Вади-Газус, египтологом Жераром Брокменом на основании анализа строки № 3 «Текстов ниломера», где указывается 5-й год господства безымянного фиванского царя, правившего сразу после Осоркона III, предложена гипотеза о том, что эта дата принадлежит новому неизвестному правителю — некоему Шешонку VII.
Однако у учёных существуют серьёзные сомнения относительного того, на самом ли деле строка № 3 содержит личное имя Шешонка, а не Такелота. Ещё в 1898 году Жорж Легрен, первым получивший возможность исследовать карнакские «Тексты ниломера», в своей публикации их содержимого, отметил, что здесь невозможно с уверенностью определить какие-либо имена фараонов, поскольку камень уже был сильно размыт водой. Еще в более худшем состоянии материал был в 1953 году, когда их повторно изучил Юрген фон Бекерат, впервые предположивший, что сохранившиеся иероглифы в строке № 3 могу обозначать имя «Шешонк», а не «Такелот».
Вскоре после смерти Рудамона его царство распалось на несколько небольших городов-государств под контролем различных местных правителей, таких как Пефтаубаст из Гераклеополя, Нимлот в Гермополе и Ини в Фивах. Пефтаубаст женился на дочери Рудамона Ирбастуджанефу, и, следовательно, приходился зятем этому фараону. О месте захоронения Рудамона ничего не известно.